# Fasson (Herrenkleidung)

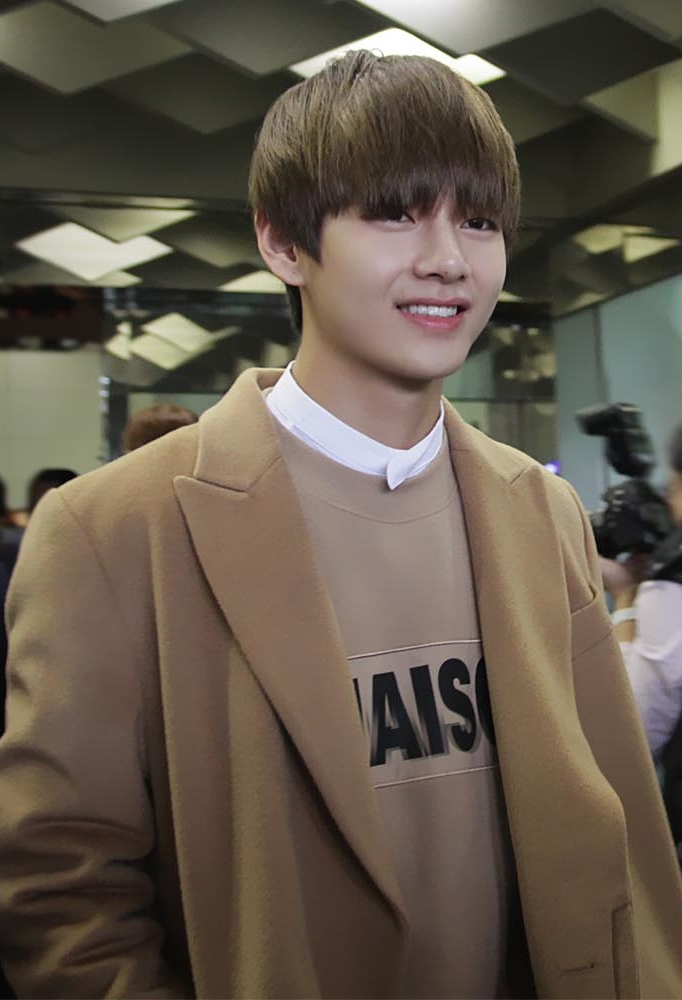
Gebrochenes C-Fasson mit geschlossenem Crochet-Eck

Das Fasson (IPA: [faˈsɔ̃ː], anhörenⓘ, [faˈsɔŋ], anhörenⓘ) ist ein bestimmendes Modeelement des Vorderteils eines Herrenanzugs oder -mantels, das aus Kragen und Revers gebildet wird.
Hingegen bedeutet die Fasson den allgemeinen Schnitt eines Kleidungsstücks sowie die Form bei Polstermöbeln.

## Variationen
Differenzierungen des Fassons entstehen vor allem durch die Spiegelnaht und den Kragenabstich (Crochet):
- Das C-Fasson bei Anzügen und Sportsakkos hat ein spitzwinkliges Crochteck, auch Crochetwinkel, das zu einer geraden oder gebrochenen Spiegelnaht verwendet werden kann.[3]
- Beim Spitzfasson sind Kragen- und Reversecken von Sakkos, Anzügen und Mänteln besonders spitzwinklig geschnitten.[4]
- Das Kleeblatt-Fasson für sportliche Herrenmäntel zeichnet sich durch gerundete Ecken aus, an Kragen und Revers verschiedener Größe. Es ist eine Variante des Slipon-Fassons.[3]
- Der Slipon ist ein City- oder Stadtmantel, als Wettermantel bevorzugt für die Übergangszeit gedacht. Er hat eine verdeckte Knopfleiste und den für ihn typischen tellerförmigen Kragen, fast ohne Revers (Slipon-Fasson). In der Regel ist er einreihig geschnitten.[3]
- Das Slip-Fasson an Jacken oder Mänteln mit eckig oder rund abgestochenem Kragen, der deutlich breiter ist als das kleine Revers, ist offen und geschlossen zu tragen.[3]
- Der Schalkragen, die Alternative zum Reverskragen, ist eine runde Kragenform, bei der Oberkragen und Revers nahtlos miteinander verbunden sind. Zwei schalähnliche Streifen laufen von der hinteren Kragenmittennaht aus im Oberkragen um den Ausschnitt der Bekleidungsoberteile für Damen und Herren herum und kreuzen sich vorn am Verschluss, normalerweise in Brusthöhe. Die Form kann je nach Mode breiter, schmaler, gerollt, hochgestellt, umgeschlagen usw. gestaltet werden.